# Franz Rademacher
Pour les articles homonymes, voir Rademacher.
Franz Rademacher (né le 20 février 1906 et mort le 17 mars 1973) est un diplomate et un haut fonctionnaire allemand sous le Troisième Reich. Il est à l'origine du plan Madagascar pendant la Seconde Guerre mondiale.

## Biographie
Il fait des études de droit à Rostock et à Munich et devient juriste en 1932. Il entre au parti nazi en 1933 puis dans la SA. En 1937, il entre au ministère des affaires étrangères et devient diplomate à l'ambassade d'Allemagne à Montevideo en Uruguay jusqu'en 1940. Il revient à Berlin où il est nommé chef du service des affaires juives au ministère des Affaires étrangères le « referat D III » ou Judenreferat. Début juin 1940, il adresse un mémorandum à Martin Luther son supérieur hiérarchique dans lequel il aborde la question juive en suggérant de la « trancher conformément aux buts de guerre allemands » puis propose à Ribbentrop trois options, la première chasser tous les Juifs d'Europe, la deuxième déporter les juifs d'Europe occidentale à Madagascar et garder les Juifs d'Europe centrale  comme moyen de pression sur les Juifs américains, la troisième édifier un foyer national juif en Palestine.
En octobre 1941, il participe à la décision de créer le camp de concentration de Sajmište (Semlin) près de Belgrade.
En 1952, il est condamné par la justice allemande pour complicité du meurtre de plus de 1300 juifs. Il s'exile en Syrie et prend le pseudonyme de Rosé Tomello.